# Rati Alekszidze
Rati Alekszidze (grúzul: რატი ალექსიძე; Tbiliszi, 1978. augusztus 3. –) grúz válogatott labdarúgó. Posztja középpályás.

## Pályafutása

### Dinamo Tbiliszi
Pályafutása a Dinamo Tbiliszi csapatából indult, majd első klubjában mutatkozott be profiként. Egyszer 84-15-ös gólaránnyal lettek bajnokok.
Az 1999-2000-es bajnoki szezonban 14 meccsen lőtt 12 gólja felkeltette nagy európai csapatok figyelmét. 1999-ben Angliába távozott, majd 2002-ben visszatért, és 9 gólt szerzett az első szezonban, pedig úgy tűnt, hogy a vetélytárs SZK Torpedo Kutaiszihoz tér vissza.

### Chelsea
Három év alatt mindössze két bajnoki és egy európai (UEFA-kupa) meccsen játszott az angol sztárcsapatban, a Chelseaben, de mégis 10-szer bekerült angol tartózkodása alatt a válogatottba.

### FK Rosztov
A Dinamo után Oroszországba, az FK Rosztov csapatába igazolt.

### Lokomotivi Tbiliszi
Oroszországból a Dinamo városi ellenfeléhez, a Lokomotivi Tbiliszihez tért vissza.

### Győri ETO

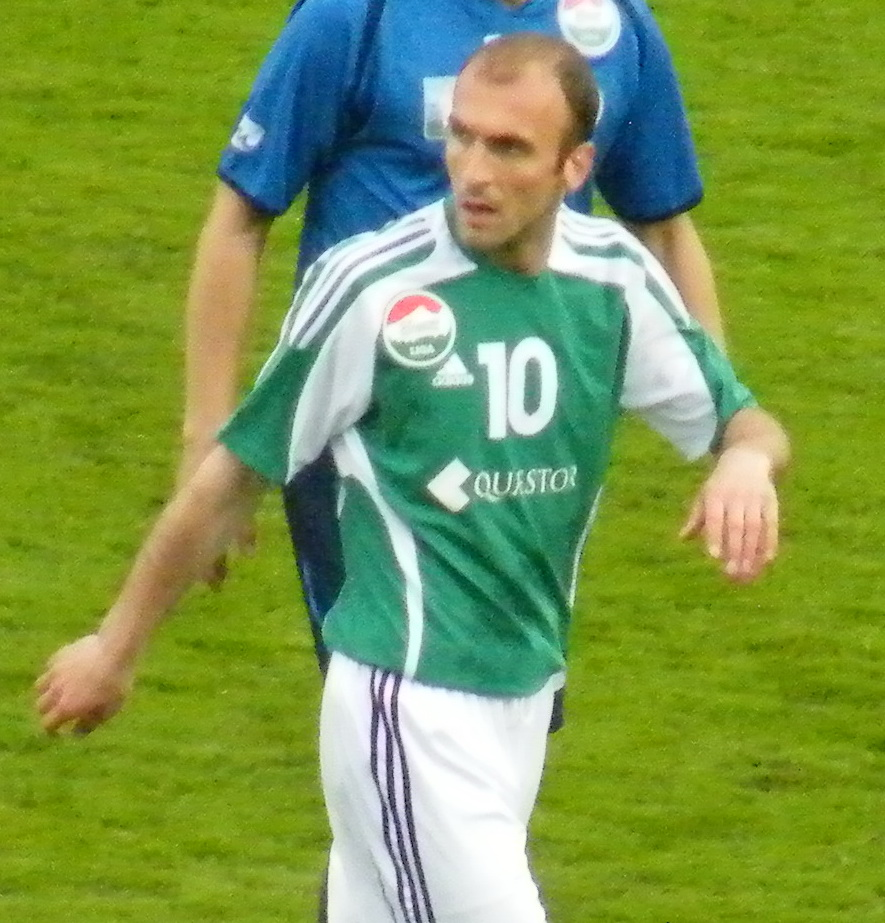
2010-ben

2009-ben szerződött a magyar Győri ETO-hoz.

### Válogatott
Első Dinamós időszaka alatt mutatkozott be a nemzeti csapatban.

## Sikerei, díjai
- Grúzia
  - Bajnok:1997,1998,1999,2003
  - Kupagyőztes:1997,2003
  - Másodosztály győztese:1995
- Anglia
  - Angol labdarúgókupa:2000
  - Angol labdarúgó-szuperkupa:2000
- Magyarország
  - Magyar bajnok: 2012/2013

## Válogatott meccsei
- Ír labdarúgó-válogatott-Grúzia 2-1
- Grúzia-Ír labdarúgó-válogatott 1-2
- Grúzia-Ciprusi labdarúgó-válogatott 1-1
- Román labdarúgó-válogatott-Grúzia 1-1
- Grúzia-Litván labdarúgó-válogatott 2-0

## Góljai a grúz válogatottban
| #  | Dátum               | Ellenfél                | Eredmény | Kiírás              | Esemény |
| -- | ------------------- | ----------------------- | -------- | ------------------- | ------- |
| 1. | 2001. augusztus 15. | Luxemburg               | 3 – 0    | barátságos mérkőzés | 69'     |
| 2. | 2002. március 27.   | Dél-afrikai Köztársaság | 4 – 1    | barátságos mérkőzés | 81' 82' |

## A magyar bajnokságban
Budapest Honvéd FC-Győri ETO 0-3 gól: Alekszidze(6.), Dudás(29.), Andric(88.)
Magabiztos győzelemmel kezdte a Győri ETO FC a 2012–2013-as magyar Ligakupa-idényt.
A zöld-fehérek a Budapest Honvéd otthonában léptek pályára, és 3–0-ra nyerték meg a találkozót. Már a hatodik percben vezetést szereztek a zöld-fehérek: egy jobb oldali szögletet követően Rati Alekszidze érkezett a rövid oldalra, és csukafejessel vette be a hazaiak kapuját. A 29. percben Dudás Ádám növelte kétgólosra a Rába-partiak előnyét (11 méterről talált be). A 88. percben Andrics állította be a végeredményt, aki 14 méterről tüzelt – Kemenes Szabolcs ismét tehetetlen volt.
Ligakupa, 1. forduló
Budapest Honvéd FC–Győri ETO 0–3 (0–2)
Kispest, Bozsik-stadion. V.: Becséri Dániel (Lémon O., Becséri G.)
g.: Alekszidze (6.), Dudás (29.), Andrics (88.)
BFC Siófok-Győri ETO 0-1 gól: Alekszidze|20. idényét kezdte az NB I-ben a Siófok együttese - élénken emlékezhetünk a feljutásukra, hiszen még NB II-es csapatként nyerték meg a kupát éppen a Győr kárára - írja az eto.hu. 1992-ben és 2004-ben épphogy lecsúsztak a dobogóról, a negyedik hely most a jelenlegi helyzetet tekintve elérhetetlennek tűnik a Balaton-partiak számára, igaz, nem is ilyen céllal vágtak neki a szezonnak. Bár az ETO játékosai szereztek több gólt a Balaton partján, a mérleg még a hazaiak felé billen.
Hogy ez ne így legyen az elmúlt időszakban Rati Aleksidze tett a legtöbbet, hiszen a legutóbbi 2 mérkőzést egyaránt az ő góljával nyert az ETO 1-0-ra Siófokon.
Most egyébként 8 győzelem, 3 döntetlen és 9 vereség az ETO mérlege, 23 rúgott és 22 kapott góllal. Érdekesség, hogy a sorsolás úgy hozta, hogy az ETO 10 éve nem játszott páros évben a Balaton-partján. A győriek nagy szerencséje - bár olykor volt ebben némi szándékosság is - a 20 mérkőzésből 7-szer a nyár végi időszakban, augusztusban vagy szeptember első hetében, ezek a mérkőzésem mindig valamelyik csapat győzelmét hozták. A két csapat összes mérkőzése egyébként nagy győri fölényt mutat, ez elsősorban annak köszönhető, hogy a siófokiak mindössze egyszer, még 1991-ben tudtak nyerni az ETO stadionban. Legutóbb Pintér Attila tavaszi premierjén Párkai Máté emlékezetes triplájával nyert 4-1-re az ETO, előtte pedig Aleksidze góljával 1-0-ra. A Siófok legutóbb 2009 májusában tudta legyőzni az ETO-t, akkor 3-2 lett a végeredmény, mind a két gólunkat a grúz csatár szerezte, de akkor az kevés volt a pontszerzéshez.
Hogy Rati Aleksidze ismeri-e Lúdas Matyi történetét azt nem tudjuk, de hogy azóta háromszor fizette vissza a siófokiaknak a három évvel ezelőtti pontvesztést, az biztos. Ennek köszönhetően az eddigi 40 mérkőzésen 17 ETO győzelem, 13 döntetlen és 10 Balaton-parti siker született. Reméljük, szombat késő este a tizennyolcadik győzelemnek örülhetünk majd.
Győri ETO-BFC Siófok 2-3 A Győr góljait Alekszidze lőtte.